# Agnis Čavars
Agnis Čavars (* 31. Juli 1986 in Riga) ist ein lettischer Basketballspieler, der besonders im 3×3-Basketball erfolgreich ist.

## Karriere
Mit den BK Barons Rīga wurde er 2010 in der Latvijas Basketbola Līga lettischer Meister im klassischen Basketball. 2013 nahm er mit den Södertälje Kings aus Schweden an der EuroChallenge 2013/14 teil. Nach seinem Wechsel in den 3×3-Basketball erzielte er zahlreiche Erfolge mit der lettischen Nationalmannschaft. Gemeinsam mit Nauris Miezis, Kārlis Lasmanis und Edgars Krūmiņš gewann er 2017 in Amsterdam den Titel bei der Europameisterschaft und verpasste ein Jahr darauf in Bukarest die Titelverteidigung nach einer 18:19-Finalniederlage gegen Serbien nur knapp. Bei der Weltmeisterschaft 2018 in Manila erreichte die Mannschaft im selben Jahr das Viertelfinale. 2019 gelang der immer noch in der Besetzung Čavars, Miezis, Lasmanis und Krūmiņš spielenden Mannschaft der Finaleinzug bei der Weltmeisterschaft in Amsterdam, hatte aber mit 14:18 gegen die Vereinigten Staaten das Nachsehen. 
2020 gewannen Agnis Čavars, Edgars Krūmiņš, Kārlis Lasmanis und Nauris Miezis mit ihrer Rigaer Mannschaft die FIBA 3x3 World Tour. Sie gehörten außerdem alle zum lettischen Kader bei den 2021 ausgetragenen Olympischen Spielen in Tokio, bei denen 3×3-Basketball erstmals Teil des olympischen Programms war. Bei der Eröffnungsfeier der Spiele war er neben Jeļena Ostapenko einer der beiden Fahnenträger der lettischen Delegation. Beim Turnier selbst erzielten die Letten in der sieben Spiele umfassenden Vorrunde unter allen acht teilnehmenden Mannschaften mit vier Siegen und drei Niederlagen den dritten Platz. Nach einem 21:18-Erfolg gegen Japan im Viertelfinale folgte ein 21:8-Sieg gegen Belgien im Halbfinale. Im Endspiel setzte sich die lettische Mannschaft schließlich auch gegen die unter dem Namen „ROC“ antretenden Russen mit 21:18 durch, womit Čavars gemeinsam mit Krūmiņš, Lasmanis und Miezis als Olympiasieger die Goldmedaille gewann.